# Prison Architect
Prison Architect é um jogo eletrônico de construção e gestão de simulação de uma prisão particular desenvolvido e publicado pela Introversion Software.
Ele foi disponibilizado em pré-venda de uma alfa paga por uma crowdfunding em 25 de setembro de 2012, com atualizações agendadas a cada três a quatro semanas. Com mais de 1.000.000 de cópias vendidas, a Prison Architect fez mais de US$10.7 milhões de pré-vendas para a versão alpha. Prison Architect era um estreante em 2012 no Independent Games Festival.
O jogo estava disponível no programa da Steam de Acesso Antecipado, e foi lançado oficialmente em 6 de outubro de 2015.

## Jogabilidade
O jogo é um simulador de construção e o gerenciamento em perspectiva de cima para baixo em 2D (com opcional de modo 3D) aonde o jogador assume o controle da criação e execução de uma prisão. O jogador é responsável por gerenciar vários aspectos de sua prisão, incluindo a construção de celas e instalações, planejamento e ligação de utilitários, a contratação e a atribuição de funcionários, incluindo um diretor, guardas, trabalhadores, e mais. O jogador precisa recrutar funcionários para desbloquear mais aspectos do jogo. O jogador também é responsável pelas finanças, e manter seus habitantes contentes. O papel do jogador é de tanto arquiteto e governador com temas de microgerenciamento e sanbox como a escolha de onde colocar luzes, esgotos e de como eles conectam entre si. O jogador também é capaz de adicionar oficinas para a prisão, bem como programas de reforma que reduzem a taxa de repetição de infração daquele específico prisioneiro. O jogador diz aos presos o que fazer, indiretamente ao definir suas agendas. O jogo tem a inspiração do Theme Hospital, Dungeon Keeper, and Dwarf Fortress.
O primeiro lançamento  "oficial" (não beta) apresentou um modo de história expandido, assim como um tutorial e um modo de escape que retrata o jogador como prisioneiro com o objetivo de escapar, enquanto causa problemas.

## Recepção
Após seu lançamento, o jogo recebeu críticas positivas, pontuação 83 de 100 no site agregador de análises Metacritic. IGN deu uma pontuação de 8,3 de 10, dizendo: "Prison Architect é um dos mais profundos e satisfatórios jogos de construção, se você conseguir passar do início." Em 7 de abril de 2016, Prison Architect ganhou o prêmio BAFTA de 2016, na categoria de Jogo Persistente. Prison Architect, também foi nomeado para o prêmio BAFTA de 2016 na categoria Jogo Britânico, que foi vencido por Batman: Arkham Knight.

### Vendas
Desde de 26 de setembro de 2015, Prison Architect tinha arrecadado mais de $19 milhões em vendas, e mais de 1,25 milhões de unidades do jogo foram vendidos. Até o final de agosto de 2016 quando a versão final '2.0' de Prison Architect foi lançado, o número de jogadores individuais foi informada como dois milhões.